# Cer (planetar)

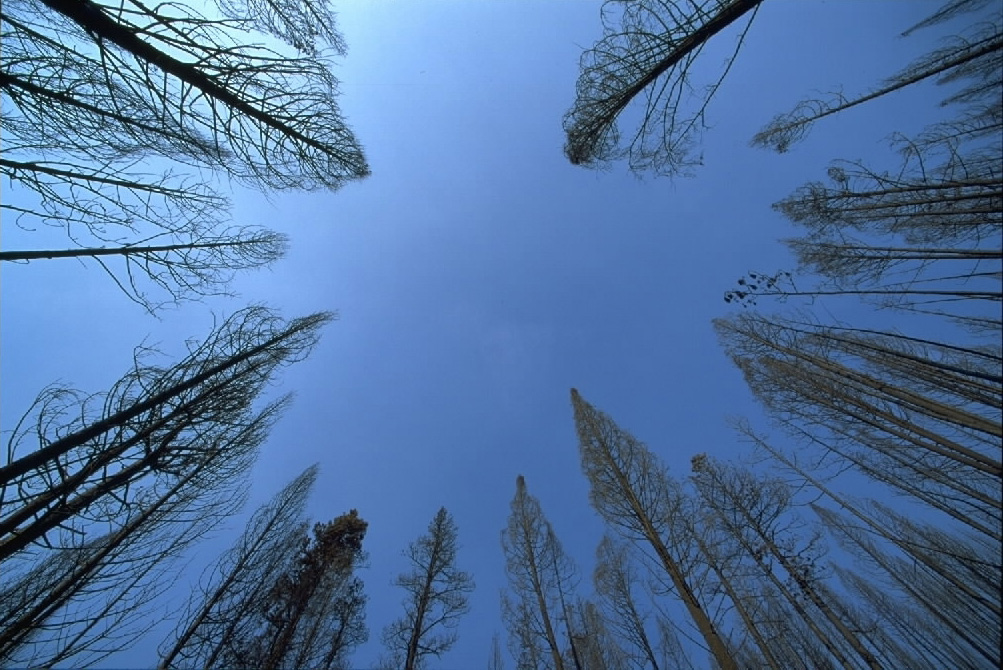
Cer

Cerul (planetar) este partea atmosferei sau a spațiului vizibil de la suprafața oricărui corp ceresc. Este dificil a defini precis din câteva motive. În timpul luminii zilei, cerul Pământului apare ca o suprafață albastră profundă datorită dispersiei atmosferice a luminii soarelui.  Cerul este uneori definit ca zona gazoasă mai densă a atmosferei unei planete. Noaptea cerul apare ca o suprafață sau o regiune neagră plină cu stele.
În timpul zilei, Soarele poate fi observat pe cer, ori este acoperit de nori. În timpul cerului nocturn (și într-o oarecare măsură în timpul zilei) luna, planetele și stelele sunt vizibile pe cer. Unele din fenomenele naturale observate pe cer sunt norii, curcubeie și aurora. Fulgerele și precipitațiile pot fi de asemenea observate în cer în timpul furtunilor. Pe Pământ, despre păsări, insecte, aerodine și zmeie se consideră că zboară în cer. Ca o consecință a activității umane, Smogul din timpul zilei cât și radiația luminoasă din timpul nopții sunt adesea observate deasupra marilor orașe (vezi poluarea luminoasă).
În domeniul astronomiei, cerul este de asemnea numit Sfera cerească. Aceasta este o cupolă imaginară unde Soarele, stelele, planetele și luna par a călători. Sfera celestă este divizată în regiuni numite constelații.
Vezi cerul altor planete pentru o descriere a cerurilor unor planete și luni variate a sistemului solar.